# Ionuț Gheorghe
Ionuț Gheorghe (* 29. Februar 1984 in Constanța) ist ein ehemaliger rumänischer Boxer.

## Boxkarriere
Ionuț Gheorghe begann im Club Iacob Mira Agigea in Constanța mit dem Boxsport, wo er vom Trainer Aurel Simionescu als Talent erkannt wurde. Ab 2007 trainierte er in der Boxabteilung des Sportclubs Farul Constanța unter Ilie Dascălu.
Seine größten Erfolge im Nachwuchsbereich waren der Gewinn der Goldmedaille im Federgewicht bei den Kadetten-Europameisterschaften 2000 in Athen, wobei er im Finale Ismajil Sillach bezwang, sowie der Gewinn einer Bronzemedaille im Leichtgewicht bei den Junioren-Weltmeisterschaften 2002 in Santiago.
Im April 2004 gewann er das europäische Olympia-Qualifikationsturnier in Göteborg mit Siegen gegen Zoran Mitrović, Tibor Dudás, Sergey Bykovsky und Boris Georgiew, sowie im Juli desselben Jahres auch das Golden Belt Tournament in Bukarest, wobei er im Finale den Asienmeister Nurschan Karimschanow schlagen konnte. Er war damit für die im Folgemonat ausgetragenen Olympischen Spiele in Athen qualifiziert und kämpfte sich dort gegen Faisal Karim, Mustafa Karagöllü und Michele di Rocco ins Halbfinale vor, wo er gegen den späteren Olympiasieger Manus Boonjumnong ausschied und daher eine Bronzemedaille gewann. Es handelte sich dabei um den einzigen Medaillengewinn eines rumänischen Boxers bei diesen Spielen.
Eine weitere Bronzemedaille gewann er bei den Europameisterschaften 2006 in Plowdiw, nachdem er Önder Şipal, Jan Romanovskis und Mykola Semenyaga besiegt hatte und im Halbfinale gegen Boris Georgiew gescheitert war. Darüber hinaus gewann er 2007 die Goldmedaille bei den EU-Meisterschaften in Dublin mit Siegen gegen Alexis Vastine, Slawa Kerber, Gyula Káté und Marcin Łęgowski.
Beim europäischen Olympia-Qualifikationsturnier 2008 in Pescara besiegte er Mariusz Koperski, Martin Dreßen und John Joyce, wodurch er sich für die Olympischen Spiele desselben Jahres in Peking qualifizierte. Dort schlug er Jonathan González, schied jedoch im zweiten Kampf gegen Morteza Sepahvand auf einem 9. Platz aus.
Im April 2012 nahm er noch an der europäischen Olympiaqualifikation in Trabzon, diesmal im Weltergewicht teil, schied jedoch im Halbfinale gegen Adam Nolan aus.
Des Weiteren war er noch Teilnehmer der Weltmeisterschaften 2005 (Achtelfinale), 2007(Achtelfinale) und 2011 (2. Vorrunde), sowie der Europameisterschaften 2004 (Viertelfinale), 2008 (Achtelfinale), 2010 (Viertelfinale) und 2011 (Viertelfinale).